# Nights in White Satin
Nights in White Satin (englisch Nächte in weißem Satin oder poetischer: … in weißer Seide) ist ein Lied der britischen Band The Moody Blues aus dem Jahr 1967. Die dazugehörige Single avancierte insbesondere Ende 1972 zum Charthit und Millionenseller.

## Hintergrund
Nights in White Satin, geschrieben und gesungen von Justin Hayward, ist ein langsames, melancholisches Stück in e-Moll und enthält mehrere zu der Zeit charakteristische Bestandteile von „that Sound“: Haywards Stimme, das von Mike Pinder gespielte Mellotron und ein Querflöten-Solo im Mittelteil, das von Ray Thomas, und eingangs zweimal von e-Moll über D und C zum B (deutsch: H) absteigt. Der Song mit seiner im Titel zart angedeuteten erotischen Konnotation ist laut Hayward von der „adoration of women. All women“ inspiriert.

## Veröffentlichung
Die Erstveröffentlichung von Nights in White Satin erfolgte als Single in Europa am 10. November 1967 bei Deram Records. Diese erschien als 7″-Single mit der B-Seite Cities (Katalognummer: DM 161). In den Vereinigten Staaten erschien die Single erstmals im Januar 1968. Am Tag der Singleveröffentlichung erschien das Lied auch als letztes Stück von Days of Future Passed (Katalognummer: SML 707), dem zweiten Studioalbum der Band.

## Kommerzieller Erfolg

### Chartplatzierungen
Kommerziell stellte Nights in White Satin das zunächst bescheidene Comeback der personell umbesetzten Moody Blues in den britischen Singlecharts dar, nach mehrjähriger Durststrecke. Die Single erreichte dort zunächst Platz 19, kehrte in späteren Jahren aber noch dreimal zurück und erreichte mit Rang neun ihre höchste Chartnotierung am 6. Januar 1973. In den US-amerikanischen Billboard Hot 100 blieb zunächst der Einstieg verwehrt. Viereinhalb Jahre später jedoch, am 4. November 1972, platzierte sich Nights in White Satin im Rahmen eines 18-wöchigen Laufs auf Rang zwei.
| ChartsChartplatzierungen       | Höchstplatzierung | Wochen/ Monate |
| ------------------------------ | ----------------- | -------------- |
| Deutschland (GfK)              | 18 (5,5 Mt.)      | 5,5 Mt.        |
| Österreich (Ö3)                | 55 (1 Wo.)        | 1 Wo.          |
| Schweiz (IFPI)                 | 6 (8 Wo.)         | 8 Wo.          |
| Vereinigte Staaten (Billboard) | 2 (18 Wo.)        | 18 Wo.         |
| Vereinigtes Königreich (OCC)   | 9 (35 Wo.)        | 35 Wo.         |

| ChartsJahrescharts (1972)      | Platzierung |
| ------------------------------ | ----------- |
| Vereinigte Staaten (Billboard) | 32          |

### Auszeichnungen für Musikverkäufe
Nights in White Satin wurde von der Recording Industry Association of America (RIAA) mit einer Goldenen Schallplatte für eine Million verkaufte Einheiten ausgezeichnet.
| Land/Region                  | Auszeichnungen für Musikverkäufe (Land/Region, Auszeichnung, Verkäufe) | Verkäufe  |
| ---------------------------- | ---------------------------------------------------------------------- | --------- |
| Neuseeland (RMNZ)            | Platin                                                                 | 30.000    |
| Vereinigte Staaten (RIAA)    | Gold                                                                   | 1.000.000 |
| Vereinigtes Königreich (BPI) | Gold                                                                   | 400.000   |
| Insgesamt                    | 2× Gold · 1× Platin ·                                                  | 1.430.000 |

## Coverversionen
Nights in White Satin ist von zahlreichen Sängerinnen, Sängern und Bands gecovert worden. Chartplatzierungen erreichten unter anderem Elkie Brooks, The Dickies oder auch Sandra. Eine Paraphrase schrieb John Lees für Barclay James Harvest, die ihren Song auf dem Album Gone to Earth unter dem Titel Poor Man’s Moody Blues veröffentlichten, nachdem sie gelegentlich mit diesem Etikett versehen worden waren.
Haywards persönliche Lieblingsversion ist die von Bettye LaVette: „When I heard her version the first time, I burst into tears. Suddenly it all made sense to me.“
1968 veröffentlichte die französische Sängerin Dalida eine italienische Version mit dem Titel Un Pò D'amore. Die deutsche Version sang 1973 Juliane Werding unter dem Titel Wildes Wasser.